# Vähä-Törmänki
Vähä-Törmänki eller Pieni Törmänkijärvi är en sjö i Finland. Den ligger i kommunen Rovaniemi i landskapet Lappland, i den norra delen av landet, 700 km norr om huvudstaden Helsingfors. Vähä-Törmänki ligger 127,5 meter över havet. Arean är 1,04 kvadratkilometer och strandlinjen är 7,69 kilometer lång. Sjön  ingår i Kemi älvs huvudavrinningsområde. 